# Anthocharis sara
Anthocharis sara is een vlinder uit de familie van de witjes, de Pieridae. De soort komt voor langs de westkust van Noord-Amerika. De waardplanten van de soort komen uit de kruisbloemenfamilie. De spanwijdte van de imago bedraagt tussen 27 en 44 mm. De soort kent jaarlijks één generatie vroeg in het jaar, in het zuiden is er een partiële tweede generatie tot in juni. De soort overwintert als pop
Anthocharis sara is verwant aan het in Nederland en België bekende oranjetipje.